# 上野優花
上野 優花（うえの ゆうか、1988年8月9日 - ）は、セント・フォース所属のタレント、フリーアナウンサー。夫は楽天野球団元社長、現在は廻鮮寿司塩釜港の社長立花陽三。

## 経歴
早稲田大学教育学部英語英文学科在学中に現役女子大生キャスターとして活動し、ラジオNIKKEIやスカパー!の番組などに出演。する。2010年春時点でセント・フォースのスプラウト部門に所属した。
2012年春の大学卒業を機にタレントとしての活動を本格的に開始。セント・フォースから分社化された事務所「スプラウト」所属となる。
2012年度には『ZIP!』（日本テレビ系）の2代目お天気キャスターとして出演していた。
『ZIP!』出演のため、毎日夜8時に就寝し、当日は午前2時に起床する生活を送った。タレントを志したきっかけは、大学生協の店員の勧めであった。
2013年4月1日付で、スプラウトの親会社であるセント・フォースに復帰した。同年10月から1年間TBSニュースバードのキャスターを務めた。
2018年3月31日に同歳の会社員と結婚した事を自身のブログで発表したが、2020年初頭に夫の浮気が原因で離婚したことを2020年12月30日にInstagramとブログで公表した。
2020年の年末に東北楽天ゴールデンイーグルス球団社長（当時）の立花陽三と再婚し、妊娠中であると2021年5月28日発売の写真週刊誌フライデーが報じた。
2021年9月20日に第一子の出産を報告し、3年前に子宮内膜症で手術治療を受けたことをInstagramで公表した。

## 人物
- 愛称は「ゆーかちゃん」[1]。
- 北海道札幌市[12][3] 出身。早稲田大学教育学部英語英文学科卒業。
- 身長160cm。
- 趣味はラグビー観戦、映画・ミュージカル鑑賞、旅、韓国語、語学学習
- 特技はピアノ（特にショパン）、英会話[13]、1グラム単位で物の重さを当てること（ある番組で、饅頭の重さを正確に当てたこともある）[14]。

## 出演経歴
- 菅下清廣のIRサプリ（2010年5月 - 2012年3月、ラジオNIKKEI）[3]
- 速報!Jリーグアフターゲームショー（スカパー!）[3]
- 目からウロコの骨董塾（2011年10月 - 2012年3月、BSジャパン）
- ZIP!（2012年4月2日 - 2013年3月29日日本テレビ系）[6]
- 嵐にしやがれ（2012年12月8日、日本テレビ系）
- クイズプレゼンバラエティー Qさま!! プレッシャーSTUDY（2013年4月22日、テレビ朝日系）
- くりぃむクイズ ミラクル9（2013年5月29日、テレビ朝日系）
- TBSニュースバード（2013年10月 - 2014年9月）
- weekend Hips（2014年10月4日 - 2015年3月28日、TOKYO MX）
- チャンネル生回転TV Allザップ!『日替わりセント・フォース お天気&スカパー!予報』（2014年10月 - 、BSスカパー!）
- 一夜づけ（テレビ東京）
- 俺に言わせい!サッカーおやじ会 看板娘（2014年 - 、BSスカパー!）※不定期
- グリーンチャンネル地方競馬中継（グリーンチャンネル、（2015年11月4日 - 2021年5月12日、2022年1月19日 - 2023年3月16日）

## その他

### カレンダー
- 上野優花 2013年カレンダー（2012年10月17日、トライエックス）

### 雑誌
- ビッグコミックスピリッツ（No.41 2012年9月24日、小学館）
- 小説野性時代（2013年8月号、角川書店）※表紙、女子高生のコスプレで登場